# Герасимова, Евгения Николаевна
Евгения Николаевна Герасимова (род. 18 февраля 1957, Алма-Ата) — советский и российский учёный в области педагогики и психологии, ректор Елецкого государственного университета им. И. А. Бунина.

## Биография
Евгения Николаевна Герасимова родилась в семье военного и учительницы. Окончила дошкольный факультет РГПУ имени А. И. Герцена в 1979 году.
В 1990 году окончила аспирантуру по кафедре дошкольной педагогики РГПУ им. А. И. Герцена (с отличием) и защитила кандидатскую диссертацию (ученица В. И. Логиновой).
С 1990 года Герасимова заведует кафедрой педагогики и психологии (дошкольной) ЕГУ им. И. А. Бунина, а с 2003 года, связи с её разделением кафедры, — кафедрой возрастной и педагогической психологии (в 2011 году кафедра была переименована в кафедру психофизиологии и педагогической психологии). В 2003 году получила степень доктора педагогических наук, защитив диссертацию по теории и методике дошкольного образования.
В 2005 году получила учёное звание профессора. В 2002—2013 годах была проректором по научной работе ЕГУ им. И. А. Бунина. С марта 2013 года — ректор ЕГУ им. И. А. Бунина.
Член Научно-методического совета по дошкольной педагогике, методикам и детской психологии УМО по педагогическому образованию Министерства образования и науки РФ, председатель экспертной комиссии по гуманитарным наукам в областном конкурсе целевой финансовой поддержки учёных, председатель экспертного совета Липецкой области в региональном конкурсе Российского гуманитарного научного фонда, член экспертного совета в региональном конкурсе Российского фонда фундаментальных исследований, член комиссии в областном конкурсе молодых учёных Липецкой области им. С. Л. Коцаря. Депутат городского Совета депутатов города Ельца (с июня 2012 года).
Под руководством Герасимовой Е. Н. защищено 15 кандидатских диссертаций и 1 докторская диссертация по общей, дошкольной, профессиональной педагогике, педагогической психологии.

## Почётные награды
- Нагрудный знак «Отличник народного просвещения» (1995)
- Нагрудный знак «Почетный работник высшего профессионального образования РФ» (2000)
- Заслуженный работник высшей школы РФ (2007)
- Медаль К. Д. Ушинского (2012)
- Знак отличия «За заслуги перед Липецкой областью» (20 февраля 2024)

## Публикации
- Герасимова Е. Н. Образовательный процесс в разновозрастной группе детского сада: сущность, специфика, основы построения. — Елец: ЕГУ им. И. А. Бунина, 2001.
- Герасимова Е. Н. Психолого-педагогические основания образовательного процесса в разновозрастных группах детского сада: Учебно-методическое пособие. — Уфа: БИРО, 2001.
- Герасимова Е. Н., Сушкова И. В. Примерная основная общеобразовательная программа дошкольного образования «Успех». — М.: Просвещение, 2011.
- Герасимова Е. Н., Пронина А. Н. Социализация-индивидуализация старших дошкольников в образовательном процессе детского дома (педагогическая концепция и технология): Монография. — Елец: ЕГУ им. И. А. Бунина, 2010.
- Герасимова Е. Н., Карпачева И. А. Модель подготовки бакалавров по направлению «Педагогическое образование» в контексте синхронизации ФГОСов общего и высшего профессионального образования // Психология образования в поликультурном пространстве. — Елец, 2012. Т.4 (№ 20). — С. 5-11. 6. Герасимова Е. Н., Захарова М. А., Карпачева И. А., Трофимова Е. И. Профессиональная мобильность педагога: монография / Елец, 2017. (2-е издание, переработанное и дополненное).
- Gerasimova E.N., Shcherbatykh S.V., Savvina O.A., Simonovskaya G.A., Masina O.N., Trofimova E.I., Tarasova O.V. (2017) COEXISTENCE OF THEORY AND PRACTICE IN TRAINING THE FUTURE MATHEMATICS TEACHER: THE EXPERIENCE OF THE RUSSIAN EDUCATION SYSTEM. Eurasia Journal of Mathematics, Science and Technology Education. 2017. Т. 13. № 12. С. 7695-7705. http://www.ejmste.com/Coexistence-of-Theory-and-Practice-in-Training-the-Future-Mathematics-Teacher-The,80359,0,2.html
- Герасимова Е. Н., Фаустова И. В. Преодоление эмоционального неблагополучия дошкольников как условие сохранения их психологического здоровья // Психология образования в поликультурном пространстве. — 2018. — № 41 (1). — С. 34-39.